# جاك سانتيني
جاك سانتيني (بالفرنسية: Jacques Santini) (25 أبريل 1952 في بلفور) لاعب كرة قدم ومدرب فرنسي سابق .

## المسيرة الرياضية كلاعب
لعب سانتيني أغلب مسيرته الرياضية مع نادي سانت إتيان من سنة 1969 إلى سنة 1981 . عاش سانتيني لحظات رائعة بالفوز ببطولة دوري الدرجة الأولى 4 مرات وبطولة كأس فرنسا مرتان والتأهل إلى المباراة النهائية لبطولة دوري أبطال أوروبا سنة 1976 . أنهى مسيرته كلاعب في نادي مونبلييه .

## المسيرة الرياضية كمدرب
بدأ مسيرته التدريبية بصفته لاعب ومدرب في الوقت نفسه في نادي الدرجة الثالثة الهاوي ليسيو من 1983 إلى 1985 . ثم قاد فرق تولوز ، ليل ، سانت إتيان، وأخيرا سوشو حيث استلم زمام الأمور في منتصف الموسم وبالتحديد في ديسمبر 1994 . أمضى موسما كاملا من دون الارتباط بأي نادي ثم تم تعيينه مدير تقني في نادي ليون سنة 1997 ثم أصبح مدربا للفريق من 2000 إلى 2002 وخلال هذه الفترة استطاع تحقيق بطولة كأس الدري الفرنسي سنة 2001 وبطولة دوري الدرجة الأولى 2002 وبعدها قرر رئيس النادي جان ميشيل أولاس عدم تجديد عقد سانتيني كمدرب وإرجاعه إلى منصبه السابق كمدير تقني . وتم تعيين بول لوجوين خليفة له . بعد أسابيع قليلة قرر الاتحاد الفرنسي لكرة القدم عزل روجيه لومير من تدريب منتخب فرنسا إثر الفشل الساحق الذي حقق في بطولة كأس العالم 2002 الذي أقيمت في كوريا الجنوبية واليابان معا وأسند المهمة إلى سانتيني في شهر أغسطس من نفس السنة واستطاع تحقيق بطولة كأس القارات 2003 والتأهل إلى نهائيات بطولة كأس الأمم الأوروبية 2004 في البرتغال بعدما تواجه منتخبات مجموعته الضعيفة في التصفيات بسهولة وهي سلوفينيا ، إسرائيل ، مالطا ، وقبرص . وقبل بداية البطولة الأوروبية طالب سانتيني بتجديد العقد الذي يربطه بالاتحاد الفرنسي لكرة القدم إلى نهاية بطولة كأس العالم 2006 ولكن الأخير فضل الصبر في هذه المسألة لمعرفة نتائج المنتخب الفرنسي ومستواه في البطولة . نتيجة لذلك وقبل بداية البطولة الأوروبية فاجأ سانتيني أعضاء الاتحاد الفرنسي لكرة القدم بالتعاقد مع نادي توتنهام هوتسبير الإنجليزي اعتبارا من موسم 2004/2005 . لم يستطع سانتيني أن يقود منتخب فرنسا إلى أبعد من الدور الربع النهائي عندما سقط في فخ الهزيمة من منتخب اليونان الذي توج لاحقا بطلا . قضى سانتيني فترة قصيرة في نادي توتنهام هوتسبير حيث قدم استقالته بعد مرور 5 أشهر على تعيينه بسبب سوء النتائج التي قدمها في الثلاثة عشر مباراة التي قاد فيها الفريق . في 8 يونيو 2005 حل محل غاي رو في تدريب فريق أوكسير وبعدما قدم موسم لا بأس فيه قرر في 17 مايو 2006 الرحيل عن النادي .
اعتبرت وسائل الإعلام الرياضية في فرنسا بأن سانتيني إنسان غامض عكس سلفيه إيمي جاكيه ولومير وكان يجد صعوبة في الحديث مع الصحافة في المؤتمرات الصحفية . لقد تم اعتباره إنسان طيب في المجمل ونزيه ويتحدث بطريقة بطيئة .
في مايو 2008 تقدم الاتحاد التونسي لكرة القدم بعرض رسمي لتولي تدريب منتخب بلادها ولكنه قرر رفض العرض في آخر لحظة .

## روابط خارجية
- جاك سانتيني على موقع قاعدة بيانات كرة القدم.إي يو (الإنجليزية)
- جاك سانتيني على موقع Soccerbase.com (مدرب) (الإنجليزية)
- جاك سانتيني على موقع عالم كرة القدم.نت (الإنجليزية)
- جاك سانتيني على موقع كووورة